# Fons (Gard)
Fons település Franciaországban, Gard megyében. Lakosainak száma 1734 fő (2022. január 1.). Fons Gajan, Moulézan, Saint-Bauzély, Saint-Mamert-du-Gard és Montagnac községekkel határos.

## Népesség
A település népességének változása:
| Lakosok száma | 404  | 524  | 591  | 1025 | 1337 | 1400 | 1506 | 1593 | 1733 | 1734 |
|               | 1968 | 1982 | 1990 | 2006 | 2013 | 2015 | 2017 | 2019 | 2020 | 2022 |